# São Manoel do Paraná
São Manoel do Paraná là một đô thị thuộc bang Paraná, Brasil. Đô thị này có diện tích 95,382 km², dân số năm 2007 là 2163 người, mật độ 19,4 người/km².